# 제18의무사령부
제18의무사령부(18th Medical Command (Deployment Support)(18th MEDCOM))는 미국 육군 의무대의 태평양 전구사령부이다.

## 역사
처음에 제18의무여단로서 1967년 8월 18일에 버지니아주 포트 리에서 창설되어, 1970년 12월 16일 메릴랜드주 포트 조지 G. 미드에서 해산하였다.
1984년 8월 16일, 제18의무사령부로 재편성되어 대한민국 용산기지에서 재활성화되었다.
2008년 10월 15일, 주한 의무대는 해산한 사령부를 대신하여 제65의무여단으로 대채되고, 사령부는 다음날 10월 16일, 하와이주의 포트 샤프터에서 미국 태평양 육군 휘하의 전구 활성화(Theatre Enabling) 및 전개 지원(Deployment Support)부대로서 재소집되었다.

## 기록

### 계보
- 1967년 8월 18일, Headquarters and Headquarters Detachment, 18th Medical Brigade
→제18의무여단, 본부 및 본부분견대
- 1984년 8월 16일, Headquarters and Headquarters Company, 18th Medical Command
→제18의무사령부, 본부 및 본부중대

### 스트리머
| 스트리머 (그림) | 스트리머 (이름)   | 내역                       | 명령서                      |
| --------------- | ----------------- | -------------------------- | --------------------------- |
|                 | 해군 공훈부대표창 | 1989년 한국 연습           |                             |
|                 | 육군 우수부대표창 | 2003년 1월 1일 ~ 12월 31일 | 육군부 일반명령 제2009-08호 |

## 참고
1. ↑  “General Orders No. 8” (PDF) (영어). Washington D.C.: Department of The Army. 2009년 12월 29일. 12쪽. 2019년 12월 25일에 원본 문서 (PDF)에서 보존된 문서. 2019년 12월 26일에 확인함.

- “Headquarters and Headquarters Company, 18th Medical Command” (영어). 미국 육군 역사관. 2014년 9월 21일. 2017년 12월 13일에 확인함.
- “18th Medical Command” (영어). Office of Medical History. 2018년 7월 11일에 원본 문서에서 보존된 문서. 2018년 7월 11일에 확인함.